# Теорема Манна — Вальда
Теорема Манна — Вальда (англ. Mann–Wald theorem) или теорема о непрерывном отображении (англ. continuous mapping theorem, CMT) — положение теории вероятностей, которое утверждает, что непрерывные функции сохраняют предел даже в том случае, если их аргументы — последовательности случайных величин. Непрерывная функция в определении Гейне отображает сходящуюся последовательность в другую сходящуюся последовательность: если xn → x, то g(xn) → g(x). Теорема утверждает, что этот результат сохраняется и при замене детерминированной последовательности {xn} на последовательность случайных величин {Xn}, а понятие сходимости для вещественных чисел — на один из типов сходимости случайных величин.
Теорема впервые доказана Манном и Вальдом в 1943 году.

## Формулировка
Пусть {Xn}, X — случайные элементы, определённые на метрическом пространстве S. Пусть функция g: S→S′ (где S′ есть другое метрическое пространство) разрывна в точках из множества Dg причём Pr[X ∈ Dg] = 0. Тогда
1. {\displaystyle X_{n}\ {\xrightarrow {d}}\ X\quad \Rightarrow \quad g(X_{n})\ {\xrightarrow {d}}\ g(X);}
2. {\displaystyle X_{n}\ {\xrightarrow {p}}\ X\quad \Rightarrow \quad g(X_{n})\ {\xrightarrow {p}}\ g(X);}
3. {\displaystyle X_{n}\ {\xrightarrow {\!\!as\!\!}}\ X\quad \Rightarrow \quad g(X_{n})\ {\xrightarrow {\!\!as\!\!}}\ g(X).}